# 아스콜리피체노

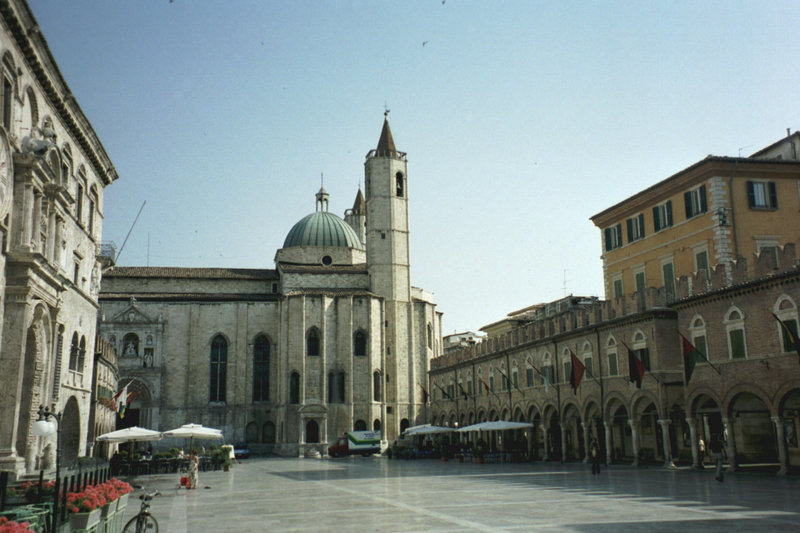
아스콜리피체노의 포폴로 광장.

아스콜리피체노(이탈리아어: Ascoli Piceno, 라틴어: Asculum)는 이탈리아 마르케주에 위치한 아스콜리피체노도의 코무네이다. 인구는 대략 49,000 명이지만 이 도시의 도회지의 인구는 100,000명이 넘는다.

## 자매 도시
아스콜리피체노의 자매 도시는 다음과 같다:
- 독일 트리어 (1958년 이후)
- 프랑스 마시 (1997년 이후)
- 슬로바키아 반스카비스트리차 (1998년 이후)[3]
- 미국 채터누가 (2006년 이후)[4]
- 프랑스 바욘 (2008년 이후)[5]
- 이탈리아 노르차 (2010년 이후)
- 이탈리아 아마트리체 (2010년 이후)
- 마케도니아 공화국 벨레스 (2011년 이후)
- 이탈리아 치비텔라델트론토

## 같이 보기
- 아스콜리피체노현